# Брусиловский, Анатолий Рафаилович
Анато́лий Рафаи́лович Брусило́вский (род. 4 июня 1932, Одесса, Украинская ССР, СССР) — российский художник, основоположник русского коллажа, ассамбляжа и боди-арта.

## Биография
Родился 4 июня 1932 года в Одессе в семье писателя Рафаила Моисеевича Брусиловского и Берты Исааковны Кортчик (1902—?), сестры поэта Семёна Кирсанова.
Член творческих союзов Художников, Журналистов и Фотографов России.
Долгое время работал иллюстратором книг и таких журналов как «Знание — сила», «Огонёк» и пр.
Работал в кино, в том числе над первым в мире полиэкранным фильмом «Наш Марш» (1970) и многими другими как художник-постановщик.
Ввёл в русский художественный обиход понятие «коллаж» (впервые использованный в газете «Неделя» в 1962 г.).
Первый сеанс боди-арта, проведённый в студии художника в Москве, был документирован итальянским журналом «Espresso» в декабре 1969 г.
Известный мастер фотографии, запечатлевший уникальную галерею портретов деятелей русского нонконформизма — см. альбом «Пантеон Русского Андеграунда», фото и тексты художника, издание Русского Музея в СПБ, Музей Людвига и Галереи Гмуржинска 2004 г.
Принимал участие в подпольном сборнике «Метрополь» серией рисунков «Путы».
Автор ряда книг, в том числе «Время художников», «Студия», «Искусство жить», «Путы», «Душа Вещей», альбома «Пантеон Русского андеграунда» издания «Русского Музея» 2005 г. и издания Российской Академии Художеств и Музея Современного искусства в Москве.
Автор коллекции уникальных ювелирных арт-объектов, впервые выставленных в 2006 году в Санкт- Морице в галерее Гмуржинска (Galerie Gmurzynska, Swiss).
Автор оформления и предисловия к книге пьес авангардного драматурга Михаила Волохова «Игра в жмурики»
Живёт в Кёльне и Москве, имеет российское и немецкое гражданство.

## Выставки
- 1957 — участник Фестиваля молодёжи в Москве. За работы — приз Фестиваля.
- 1965 — выставка в галерее «Krziwe Kolo» Варшава, Польша.
- 1965 — Wystawa Plastyki «Zlote Grono» , Zielona Göra, Польша.
- 1965 — Usti-nad-Orlici, Чехословакия.
- 1965 — Международная выставка «Alternativa attuale» в Castelli Spagnioli, L´Aquila, Италия.
- 1966 — выставка «Wystawa prac 16», Международный фестиваль искусств, Сопот, Польша, (приз фестиваля).
- 1965 — выставка в галерее «Il Segno», Рим, Италия.
- 1968 — выставка в Maison de la Tour, Drome, Франция.
- 1969 — выставка «Nuova scuola di Mosca», в галерее Pananti, Флоренция, Италия и затем во Франкфурте и Штутгарте, Германия.
- 1969 — участие в фестивале «Internationale d`Art Contemporain», Festival d`Avignon, Франция.
- 1970 — выставка «IX Premi Inter. Dibuix», Барселона, Испания.
- 1970 — выставка «Russische Avantgarde Heute», галерея Gmurzynska-Bar-Gera, Кёльн, Германия.
- 1970 — Museo Belli, Лугано, Швейцария.
- 1972 — Kontaktgalerie Willa Egli-Keller, Цюрих, Швейцария.
- 1973 — «Russische Kunst» Museum am Ostwall в Дортмунд, Германия.
- 1973 — III Inter. Markt, Дюссельдорф, Германия.
- 1974 — Progressive Strömungen in Moskau. Museum Bochum, Германия.
- 1974 — «Liebe und Tod», Neue Galerie, Аахен, Германия.
- 1974 — персональная выставка, галерея «R», Нюрнберг, Германия.
- 1975 — выставка в «Palais de Congress», Париж, Франция.
- 1975 — «Modern Russian Art» Лондон, Англия.
- 1977 — участие в La Biennale di Venezia, Венеция, Италия.
- 1977 — участие в «Documenta», Кассель, Германия.
- 1983 — персональная выставка в «Gorki Gallerie», Париж, Франция.
- 1987 — «Galerie Esta», Баден, Швейцария.
- 1988 — Galerie Balderskilde, Копенгаген, Дания.
- 1989 — «Kunst und Kosmos», Штутгарт, Германия.
- 1989 — участие в выставке-аукционе Art Contemporain в Версале, Франция.
- 1989 — «Perestroika di Brusilovski» — выставка в галерее Граммарка, Рим, Италия.
- 1990 — персональная выставка в Амстердаме, Голландия.
- 1990 — персональная выставка в Музее «Berliner Wall» Берлин, Германия.
- 1993 — персональная выставка в Эрфурте, Германия.
- 1993 — участие в «Art Hamburg Messe», Гамбург, Германия.
- 1994 — выставка в «Galerie Maria Sels», Дюссельдорф, Германия.
- 1994 — «Inter. Bildersimposium», Reinische Frelicht Museum, Мешерних, Германия.
- 1996 — «Нонконформисты. Русский Авангард» Русский Музей, Ст. Петербург, Россия и затем в Третьяковской Галерее, Stadel Museum во Франкфурте, Schloss Morsbroich, Museum в Леверкузене, в Музее Бохум, Verona, Märkisches Museum, Witten и ряде других музеев.
- 1996 — «Между верой и эстетикой», галерея Зандманн, Гамбург, Германия.
- 1997 — Персональная выставка, Галерея «ART Management» М.Зандманн, Берлин, Германия.
- 1998 — «Голова», Art Management M.Sandmann, Берлин, Германия.
- 1998 — персональная выставка в галерее Sandmann, Берлин, Германия.
- 1998 — «Запрещённое Искусство», Собрание Трайсман, Пасадена, Калифорния, США.
- 1999 — «В поисках свободы», Галерея Зандманн, Берлин, Германия.
- 1999 — Выставка в «Музео Палаццо Форте», Верона, Италия.
- 2000 — «Красный Дом», Собрание Бирфройнд, Битигхайм, Германия.
- 2000 — «Арт Манеж», Москва, Россия.
- 2001 — Выставка в Галерее «Дом», Москва, Россия.
- 2002 — участие в благотворительном аукционе в пользу «Музея гонимых искусств», Аукционный дом «Лемпертц» Кёльн, Германия.
- 2003 — Выставка в галерее Марины Зандманн, Берлин, Германия.
- 2003 — «Гонимое Искусство». Музей города Ашдод, Израиль.
- 2003 — «АРТконституция». Галерея Петра Войса в Московском музее современного искусства.
- 2004 — «Пантеон русского андеграунда» Галерея «Новый Эрмитаж», Москва, Россия.
- 2004 — «Кёльн-мессе», Галерея Гмуржинска, Кёльн. Германия.
- 2004 — Арт Базель Майами Бич, Галерея Гмуржинска, Майами, США.
- 2004 — «Селебритиз» (Знаменитости), Галерея Гмуржинска, Санкт-Мориц, Швейцария.
- 2005 — «Арт — Базель» Галерея Гмуржинска, Базель, Швейцария.
- 2005 — «40-летие Галереи Гмуржинска», 11 — 12 ноября, Цюрих, Швейцария.
- 2005 — Арт Базель Майами Бич, декабрь, Галерея Гмуржинска, Майами, США.
- 2006 — Персональная выставка: « Анатолий Брусиловский. Работы времён русского андеграунда», Галерея Гмуржинска, Цюрих, Швейцария.
- 2006 — «ПОП-АРТ», Государственная Третьяковская галерея, Москва, Россия.
- 2006 — «Коллаж», Государственный Русский музей, Санкт-Петербург, Россия.
- 2007 — «Анатолий Брусиловский. 75-летие», Новый Манеж, Москва, Россия.
- 2007 — «Арт — Базель» Галерея Гмуржинска, Базель, Швейцария.
- 2012 — «Anatol Brusilovsky — 80 Anniversary», Галерея Гмуржинска, Цуг, Швейцария.
- 2019 — «RUSSIA. TIMELESS», DOX Centre for Contemporary Art, Прага, Чехия.
- 2021 — «Коллаж/Ассамбляж А. Брусиловский», Art Square Gallery, Санкт-Петербург, Россия.
- 2021 — «Свободны от времени», Cube Moscow, Art Square Gallery, Москва, Россия.

## Работы находятся в собраниях
- Музей ART4, Москва
- Московский музей современного искусства, Москва
- Государственный Русский Музей, Москва
- Государственная Третьяковская Галерея, Москва

## Семья
- Сын — дизайнер Кирилл Анатольевич Брусиловский (род. 1974).
- Сын — журналист и общественный деятель Максим Анатольевич Брусиловский (род. 1965).
  - Внук — историк-архивист, обозреватель журнала «Историк» Никита Максимович Брусиловский (род. 1988).